# Surtur Rising
Surtur Rising es el octavo álbum de estudio, además del primer disco conceptual de la banda de death metal melódico sueco Amon Amarth. Lleva el nombre de la gigante mítico, Surt. El álbum fue lanzado el 29 de marzo de 2011. El 27 de junio de 2011, la banda lanzó un video musical, con imágenes tomadas durante una presentación en vivo en Philadelphia, PA y dirigida por David Brodsky, para la tercera canción del álbum, "Destroyer of the Universe".

## Lista de canciones

### Disco1: Audio CD
Todas las canciones están escritas y compuestas por Amon Amarth.
- El álbum incluye las siguientes canciones.[2]

| N.º   | Título                                   | Duración |  |
| 1.    | «War of the Gods»                        | 4:33     |  |
| 2.    | «Töck's Taunt: Loke's Treachery Part II» | 5:58     |  |
| 3.    | «Destroyer of the Universe»              | 3:41     |  |
| 4.    | «Slaves of Fear»                         | 4:25     |  |
| 5.    | «Live Without Regrets»                   | 5:03     |  |
| 6.    | «The Last Stand of Frej»                 | 5:37     |  |
| 7.    | «For Victory or Death»                   | 4:30     |  |
| 8.    | «Wrath of the Norsemen»                  | 3:44     |  |
| 9.    | «A Beast Am I»                           | 5:14     |  |
| 10.   | «Doom over Dead Man»                     | 5:55     |  |
| 48:40 |                                          |          |  |

#### Deluxe CD / DVD edición con bonus tracks
El disco 1 del paquete Deluxe CD / DVD incluye los siguientes dos temas extra

| N.º | Título                             | Duración |  |
| 11. | «Balls to the Wall» (Accept Cover) | 5:22     |  |
| 12. | «War Machine» (Kiss cover)         | 3:35     |  |

#### Edición japonesa
El lanzamiento en Japón omite la versión de Accept pero incluye la versión de Kiss.

| N.º | Título                       | Duración |  |
| 11. | «War Machine» (Kiss versión) | 3:35     |  |

#### Edición iTunes bonus tracks
La edición de iTunes omite los dos bonus tracks anteriores pero incluye otro bonus track.

| N.º | Título                             | Duración |  |
| 11. | «Aerials» (System of a Down cover) | 3:39     |  |

#### Edición digipack
La edición digipack incluye un CD de audio con 10 canciones y un bonus DVD en vivo.
La duración de la última pista, "Doom Over Dead Man", aparece en el 7:32 en la parte posterior del disco, pero saltándose la pista produciendo una duración de la canción de 5:55. Una parte instrumental 01:37 siempre está oculto entre las pistas 9 y 10, que sólo puede ser escuchado por el rebobinado o tocando directamente.

### Disco 2: DVD en vivo
Este DVD, incluido en las ediciones digipack y de lujo, contiene más de cuatro horas de imágenes de conciertos en vivo filmado durante el "Bloodshed Over Bochum" serie de conciertos en 2008, donde Amon Amarth tocó los primeros cuatro álbumes en cuatro noches consecutivas.

#### Once Sent from the Golden Hall
1. "Ride for Vengeance"
2. "The Dragon's Flight Across the Waves"
3. "Without Fear"
4. "Victorious March"
5. "Friends of the Suncross"
6. "Abandoned"
7. "Amon Amarth"
8. "Once Sent from the Golden Hall"

#### The Avenger
1. "Bleed for Ancient Gods"
2. "The Last with Pagan Blood"
3. "North Sea Storm"
4. "Avenger"
5. "God, His Son and Holy Whore"
6. "Metalwrath"
7. "Legend of a Banished Man"

#### The Crusher
1. "Bastards of a Lying Breed"
2. "Masters of War"
3. "The Sound of Eight Hooves"
4. "Risen from the Sea"
5. "As Long as the Raven Flies"
6. "A Fury Divine"
7. "Annihilation of Hammerfest"
8. "The Fall Through Ginnungagap"
9. "Releasing Surtur's Fire"

#### Versus the World
1. "Death in Fire"
2. "For the Stabwounds in Our Backs"
3. "Where Silent Gods Stand Guard"
4. "Versus the World"
5. "Across the Rainbow Bridge"
6. "Down the Slopes of Death"
7. "Thousand Years of Oppression"
8. "Bloodshed"
9. "...And Soon the World Will Cease to Be"

### Ediciones en discos de vinil
Un LP de imágenes de 2 lados también está disponible en el mercado de América del Norte con las siguientes 10 canciones y la edición europea incluye un disco de imágenes LP de vinilo de 4 caras con los siguientes 10 pistas y "Balls to the Wall" (portada aceptada) bonus track, con grabado en el cuarto lado.
1. "War of the Gods" - 4:33
2. "Töck's Taunt: Loke's Treachery Part II" - 5:58
3. "Destroyer of the Universe" - 3:41
4. "Slaves of Fear" - 4:25
5. "Live Without Regrets" - 5:03
6. "The Last Stand of Frej" - 5:37
7. "For Victory or Death" - 4:30
8. "Wrath of the Norsemen" - 3:44
9. "A Beast Am I" - 5:14
10. "Doom Over Dead Man" - 5:55

## Crítica
La recepción de la crítica del álbum ha sido ampliamente positiva. Metal Hammer de Alemania lo eligió como el álbum del mes en marzo de 2011.
El álbum debutó en el número 34 en la lista de Billboard 200 en Estados Unidos, así como el número 19 en las listas de álbumes canadienses.
Recibió un 82/100 en Metacritic, lo que indica la aclamación universal.

## Miembros
- Johan Hegg − lead vocals
- Olavi Mikkonen − guitars
- Johan Söderberg − guitar
- Ted Lundström − bass
- Fredrik Andersson − drums

Invitado
- Simon Solomon − guitarra principal (on 6 & 9)